# 江山嬌と紅旗漫
江山嬌（ジャンシャンジャオ）と紅旗漫（ホンクイマン）は、2020年2月17日の14時に中国共産主義青年団が、新浪微博のアカウント「共青団中央」で発表したバーチャルアイドルの二人組。名前は毛沢東の詩に由来している。新型コロナウイルス感染症の発生時期が重なったことなどにより、このキャラクターは発表されてすぐに批判を受け、5時間後にプロジェクトが終了した。 

## 概要
姉の「江山嬌」と弟の「紅旗漫」からなる中国古代の衣装を身に纏う2人組。

## 背景
2017年の「中国制造日」では、共産主義青年団は閻光宇が作曲し、VOCALOIDの洛天依が歌う楽曲『天行健』を発表した。共産主義青年団は宣伝のためにキャラクターの画像を使用した。2019年12月26日、江山嬌と紅旗漫は、共産主義青年団の「中国制造日」ライブウェブキャストに出演した。

## 経緯
2020年2月17日14時、中国共産主義青年団は、新浪微博のアカウント「共青団中央」で、共産主義青年団のバーチャルYouTuber「江山嬌と紅旗漫」が正式に発足したとのメッセージを発表した。「江山嬌」はアニメ調の長髮少女で、毛沢東の詩『沁園春・雪』に因んで名付けられ、「紅旗漫」はアニメ調の少年で、毛沢東の詩『清平楽・六盤山』に因んで名付けられている。
ニュースが発表されるとすぐに、中国のネット利用者の間で激しい議論が巻き起こった。この企画はCOVID-19パンデミックの発生と同時期に始まったため、一部のネット利用者は、国家的危機の際に政府がそのようなことを始めるとは信じられないと述べた。ネット利用者の大多数は、このプロジェクトは滑稽で、現在の深刻な現状に合致していないと考え、「我々は最初に市民であり、次に組織のメンバーだが、ファンではない」との意見に賛同した。5時間後、共青団中央の公式微博は、「江山嬌」と「紅旗漫」に関するコンテンツを削除した。 

## 評価
香港中文大学の助教授である方可成は、今回のプロジェクトは香港のデモのように大衆を団結させることはできないと考え、「新型コロナウイルスの発生から1か月以上経った今でも、政府の信頼性と正当性は低い水準にある」と述べた。